# 佐藤乾

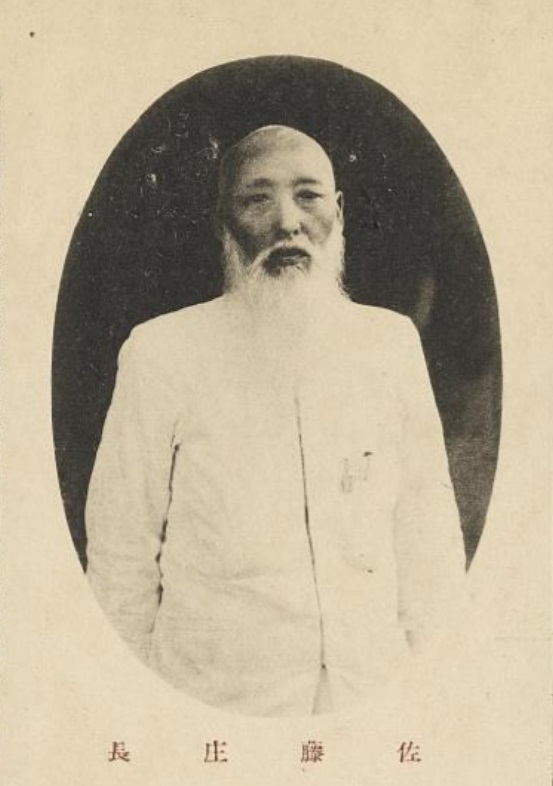
佐藤乾肖像

佐藤乾（日语：／ Satō Ken */?，1861年—1940年6月25日），日本陸奧國（今福島縣）人，醫生，長期在澎湖望安島行醫。

## 生平
佐藤乾在文久元年（1861年）出生於陸奧國會津藩若松（今福島縣會津若松市）:304，1874年7月、1877年3月、1890年5月及1893年10月間曾向佐藤岱順學醫，後拜柖島美實為師，1882年7月在河沼郡檢疫所擔任檢疫臨時雇，處理虎列剌（霍亂）檢疫事務，1886年10月於日本齒科講議會及日本齒科研究會修習牙醫學:138。1895年加入陸軍「比志島混成支隊」擔任軍醫，隨比志島義輝進攻澎湖，1900年4月至1904年3月任臺中縣（今臺中市）富貴街醫師原貞之助、臺中縣大墩舊街（今臺中市中區）醫師川村晉六郎及臺中廳霧峰庄（今臺中市霧峰區）醫師菅原重孝的助手:304:138-139。

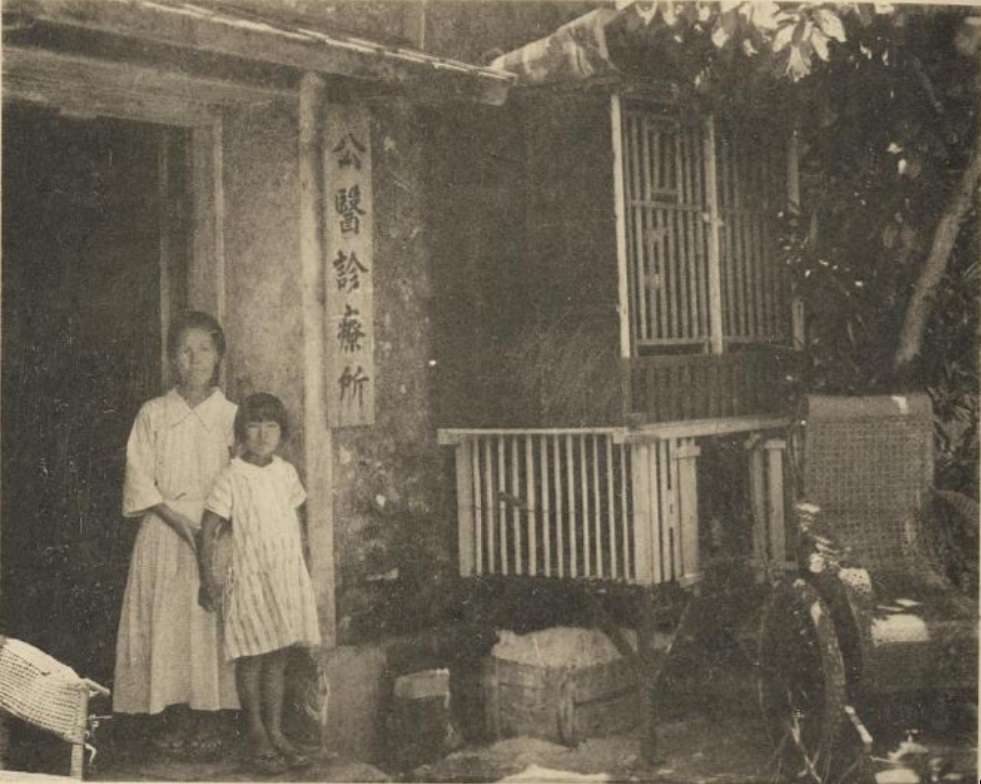
佐藤乾之妻及孫女於公醫診療所前合影

1904年4月，佐藤乾獲發「無期限限地醫術開業免許證」:133:304:132 (16)，任臺灣公醫事務囑託，在澎湖廳網垵（今澎湖縣望安鄉東部）服務:112 (24)，其後在1924年升任高雄州公醫，1926年任澎湖廳公醫。1924年至1932年任望安庄協議會員，1932年6月至1935年8月任望安庄庄長，卸職後復任望安庄協議會員，1938年至1939年擔任澎湖廳協議會員:304。據當地警察許為回憶，佐藤乾晚年行動不便，但仍特製一輛人力車，自己坐在車裡，由女傭許林泥推車，至各聚落看診:304。
1939年10月，佐藤乾辭去公醫一職，後於翌年6月25日逝世，享壽80歲:132-133。

## 身後
•2016年2月21日日本福島同鄉矢野實面對僅存的牆面窗台，不發一語的拿出直笛，當場吹奏一曲如詩如泣的樂曲撫慰長年寂寞的同鄉佐藤乾醫師親族英靈。
•2021年8月13日，澎湖縣健康發展協會理事長陳慧娟、會員陳世進、蘇淑貞與醫師康明強、辛伊堯、吳文和等人一同赴佐藤乾公醫診所遺址及佐藤乾之妻(佐藤ワヤ)、佐藤乾長子佐藤晉之墓致意。
•2022年11月14日一般社團法人日本台灣平和基金會理事當山正範及世界日報沖繩支局支局長豐田剛，至望安探尋奉獻望安醫療佐藤乾親屬安息地追思景仰。澎管處長許宗明、副處長洪志光、仁醫侯武忠遺孀陳慧娟老師及澎湖縣政府文化局洪棟霖局長接待一行。日本世界日報並於翌年1月8日大篇幅報導。